# Бодонці
Бодонці (словен. Bodonci) — поселення в общині Пуцонці, Помурський регіон, Словенія. Висота над рівнем моря: 240,1 м.